# آزادی از آن ماست
آزادی از آن ماست (فرانسوی: À Nous la Liberté‎) یک فیلم کمدی موزیکال به کارگردانی رنه کلر و موسیقی ژرژ اوریک محصول سال ۱۹۳۱است. از بازیگران آن می‌توان به هنری مارشان، ریموند کوردی و الکساندر دارسی اشاره کرد.
آزادی مال ماست به دلیل طراحی صحنه و صدای درخشان از قله‌های کارنامهٔ رنه کلر به‌شمار می‌رود.